# National Professional Soccer League I
|  | No s'ha de confondre amb National Professional Soccer League. |

La National Professional Soccer League (NPSL) fou una competició futbolística professional disputada per clubs dels Estats Units i el Canadà que estigué activa el 1967.
Fou impulsada el 1966, liderada per Bill Cox i Robert Hermann. La temporada següent (1968) es fusionà amb la United Soccer Association per formar la NASL.

## Historial
Fonts:
- 1967: Oakland Clippers

## Classificacions
Font:

### Divisió Est
| Eastern Division      | PJ | PG | PP | PE | GF | GC | Pts |
| --------------------- | -- | -- | -- | -- | -- | -- | --- |
| Baltimore Bays        | 32 | 14 | 9  | 9  | 53 | 47 | 162 |
| Philadelphia Spartans | 32 | 14 | 9  | 9  | 53 | 43 | 157 |
| New York Generals     | 32 | 11 | 13 | 8  | 60 | 58 | 143 |
| Atlanta Chiefs        | 31 | 10 | 12 | 9  | 51 | 46 | 135 |
| Pittsburgh Phantoms   | 31 | 10 | 14 | 7  | 59 | 74 | 132 |

### Divisió Oest
| Western Division  | P  | W  | L  | T  | GF | GA | Pts |
| ----------------- | -- | -- | -- | -- | -- | -- | --- |
| Oakland Clippers  | 32 | 19 | 8  | 5  | 64 | 34 | 185 |
| St. Louis Stars   | 32 | 14 | 11 | 7  | 54 | 57 | 156 |
| Chicago Spurs     | 32 | 10 | 11 | 11 | 50 | 55 | 142 |
| Toronto Falcons   | 32 | 10 | 17 | 5  | 59 | 70 | 127 |
| Los Angeles Toros | 32 | 7  | 15 | 10 | 42 | 61 | 114 |

Nota: 6 punts per victòria, 3 punts per empat, 0 punts per derrota, 1 punt per gol marcat amb un màxim de tres per partit.

### Final (1967 NPSL Championship)
| Campió Divisió Oest | Agregat | Campió Divisió Est | Anada | Tornada | Data/Seu/Espectadors                                                             |
| ------------------- | ------- | ------------------ | ----- | ------- | -------------------------------------------------------------------------------- |
| Oakland Clippers    | 4-2     | Baltimore Bays     | 0-1   | 4-1     | 3 setembre, Memorial Stadium, 16.619 9 setembre, Oakland-Alameda Coliseum, 9.037 |

### NPSL Commissioner's Cup 1967
Fou un partit que jugaren el campió de la NPSL i el guanyador del partit pel tercer lloc.
| Tercer          | Resultat | Campió           | Data/Seu/Espectadors                       |
| --------------- | -------- | ---------------- | ------------------------------------------ |
| St. Louis Stars | 3-6      | Oakland Clippers | 18 setembre, Busch Memorial Stadium, 8.415 |

## Equips participants
| Franquícies           | Estadis (Capacitat)                      | Propietari                                              |
| --------------------- | ---------------------------------------- | ------------------------------------------------------- |
| Atlanta Chiefs        | Atlanta Stadium (50.893)                 | William Bartholomay (Atlanta Braves)                    |
| Baltimore Bays        | Memorial Stadium (52.185)                | Jerold Hoffberger (Baltimore Orioles)                   |
| Chicago Spurs         | Soldier Field (100.000)                  | William B. Cutler, Michael Butler                       |
| Los Angeles Toros     | Los Angeles Memorial Coliseum (93.000)   | Dan Reeves (Los Angeles Rams)                           |
| New York Generals     | Yankee Stadium (67.000)                  | RKO General Inc., Elser Enterprises Inc.                |
| Oakland Clippers      | Oakland-Alameda County Coliseum (53.000) | Joseph O'Neill, H.T. Hilliard                           |
| Philadelphia Spartans | Temple University Stadium (20.000)       | John Rooney (Pittsburgh Steelers)                       |
| Pittsburgh Phantoms   | Forbes Field (35.714)                    | Peter Block, Richard George (Pittsburgh Penguins)       |
| St. Louis Stars       | Busch Memorial Stadium (50.000)          | Bob Hermann/Bill Bidwill (St. Louis Cardinals-football) |
| Toronto Falcons       | Varsity Stadium (25.000)                 | Joseph Peters                                           |